# Betrouwbaarheid (persoon)
In relationele zin betekent betrouwbaarheid, dat men erop kan vertrouwen dat een ander een gegeven belofte of een gedane toezegging ook daadwerkelijk nakomt. Soms hoeft deze belofte of toezegging niet eens expliciet uitgesproken te worden, maar is de betrouwbaarheid een impliciet onderdeel van de relatie.